# Джампетріно
Джампетріно, повне ім'я Джованни Педріні або Джан П'єтро Ріцци чи Ріццолі (італ. Giovanni Pietro Rizzoli 1495 ? — 1549) — італійський художник XVI ст., леонардеск-учень та послідовник Леонардо да Вінчі.

## Життєпис
Точних відомостей про художника не збережено. Його відносять до раннього етапу Ломбардської школи. Мистецтвознавці припускають, що його  повне прізвище Джан П'єтро Ріццолі чи Джованни Педріні, хоча у списках він позначений як Джампетріно. Серед авторів низки творів позначений також Джованні Баттіста Бельмонте, його ім'я теж могло писатися як Джампетріно.
Чимало гіпотез і артибуцій існує щодо низки творів, котрі приписують Джампетріно через стилістичну близькість та дані апаратних досліджень.
Поважне ставлення до творчості Джампетріно обумовлене його надзвичайною близькістю до творів пізнього періоду Леонардо да Вінчі. Так, до творів Джампетріно відносять копію «Мадонни у скелях», одного з оригіналів Леонардо да Вінчі та  повномасштабну копію з сухої фрески «Таємна вечеря», котра  зберігається у Королівській академії мистецтв у Лондоні. Копія фрески «Таємна вечеря» виконана Джампетріно олійними фарбами і демонструє низку деталей, давно втрачених на оригінальному стінописі у трапезній домініканського монастиря Санта Марія делле Граціє. Копія роботи Джампетріно доволі точно передає вигляд старовинного оригінала, незважаючи на відрізані частини зверху та бічні скорочення.

## Обрані твори (перелік)
- «Венера і Амур»
- «Спаситель»
- «Мадонна з немовлям на троні зі святими»
- «Мадонна з немовлям», різні варіанти
- «Шлях на Голгофу», Єпархіальний музей, Мілан
- «Молитва Марії Магдалини»
- «Св. Катерина Александрійська»
- «Мадонна з немовлям зі св. Єронімом та архангелом Михаїлом»
- «Свята Родина»
- «Мадонна з ліліями»
- «Цариця Дідона»
- «Леда і лебідь»
- «Саломея»
- «Се людина» (Христос перед натовпом)
- «Німфа Егерія»
- «Свята Родина зі св. Рохом»
- «Смерть цариці Клеопатри»
- «Каяття св. Єроніма»
- «Христос із символом св. трійці»
- «Христос біля колони»

## Галерея обраних творів

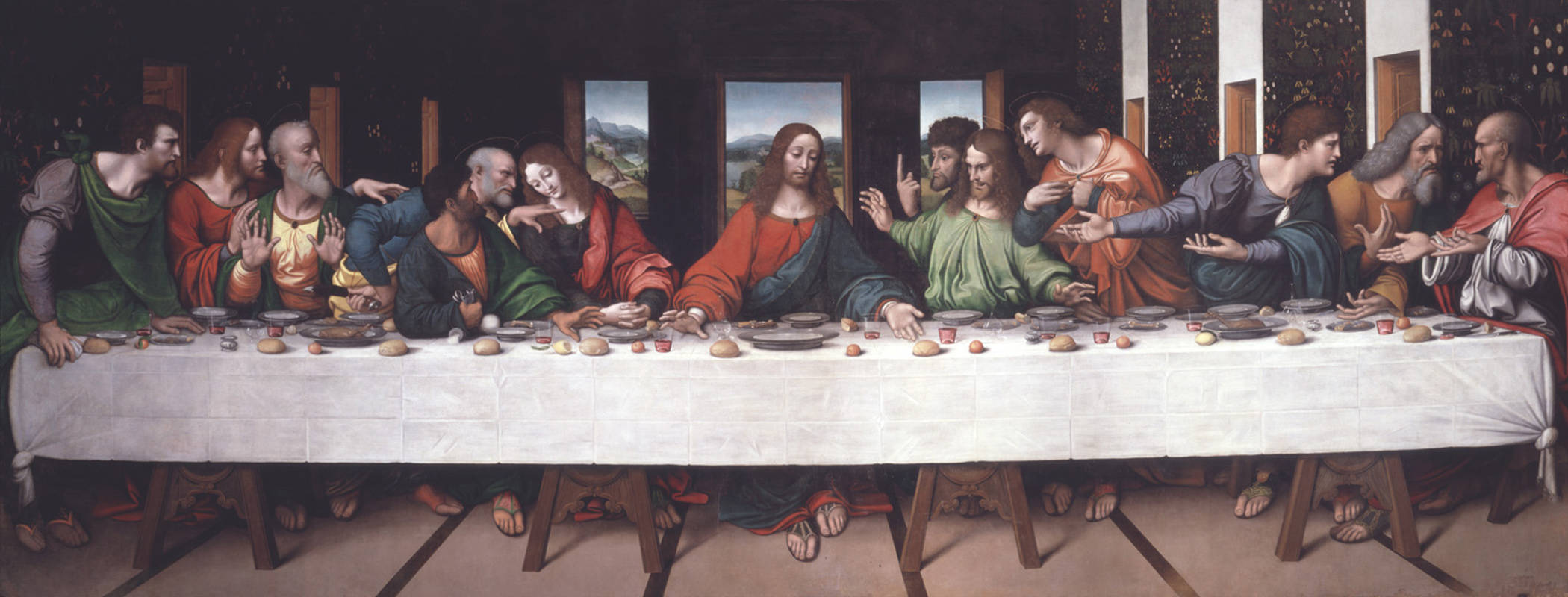
Джампетріно, копія фрески Леонардо «Таємна вечеря», бл. 1520 року, Королівська академія мистецтв, Лондон

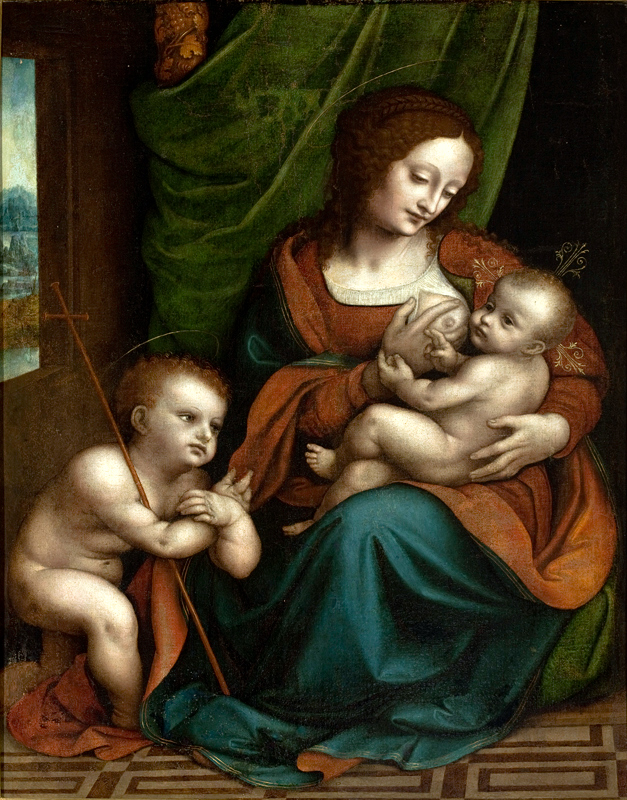
Джампетріно. «Мадонна з немовлям і Іваном Хрестителем дитиною», Художній музей Сан Пауло, Бразилія.
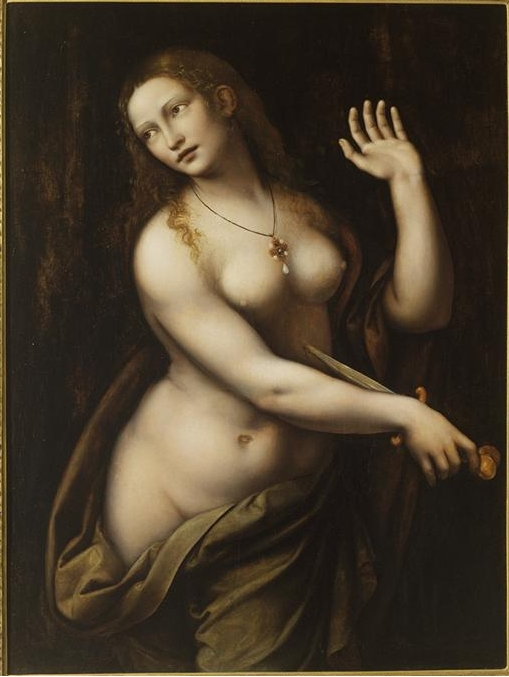
Джампетріно. «Самогубство Лукреції», Медісон, Вісконсин, США
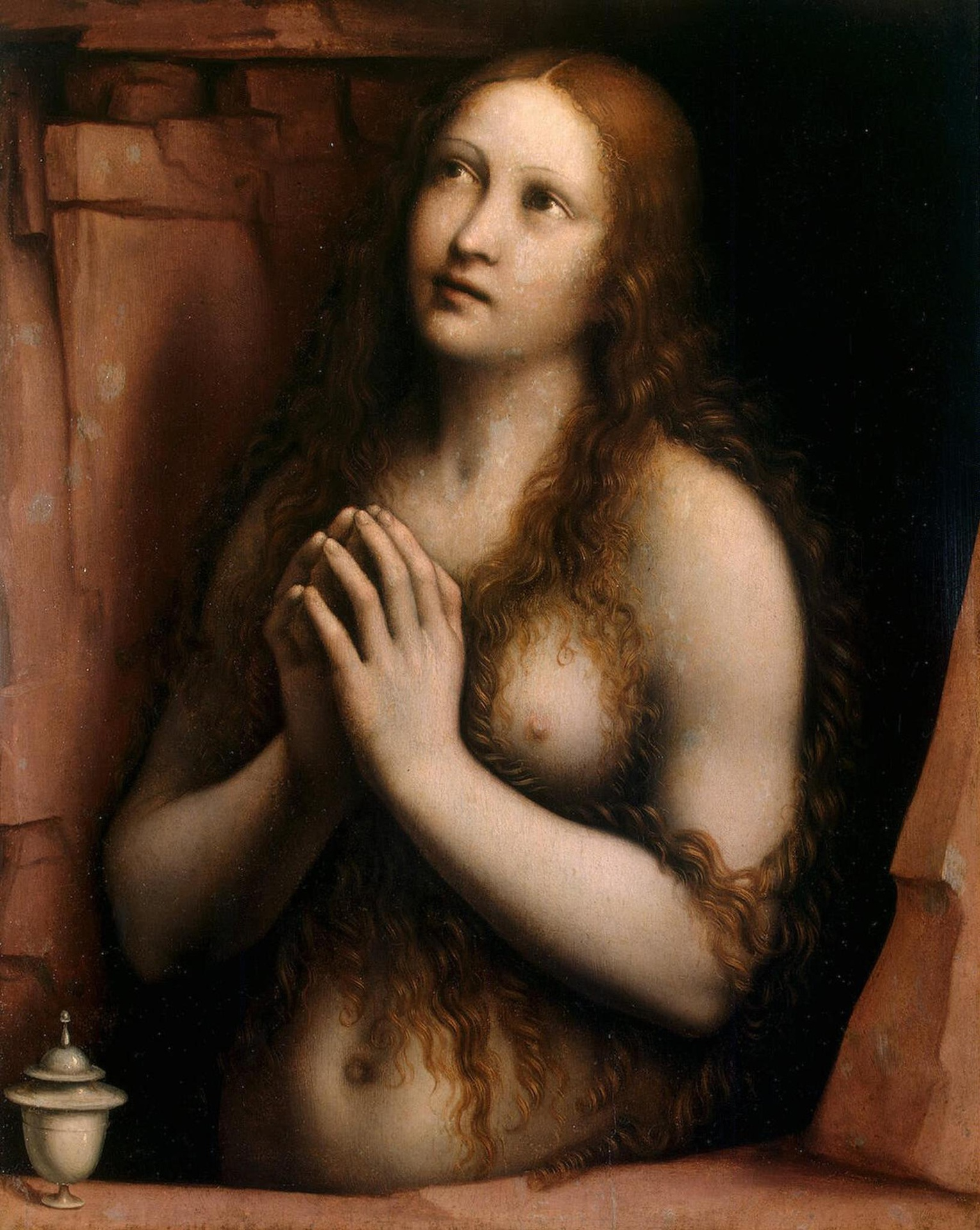
Джампетріно. «Каяття Марії Магдалини», деревина, олійні фарби, Ермітаж, Санкт-Петербург
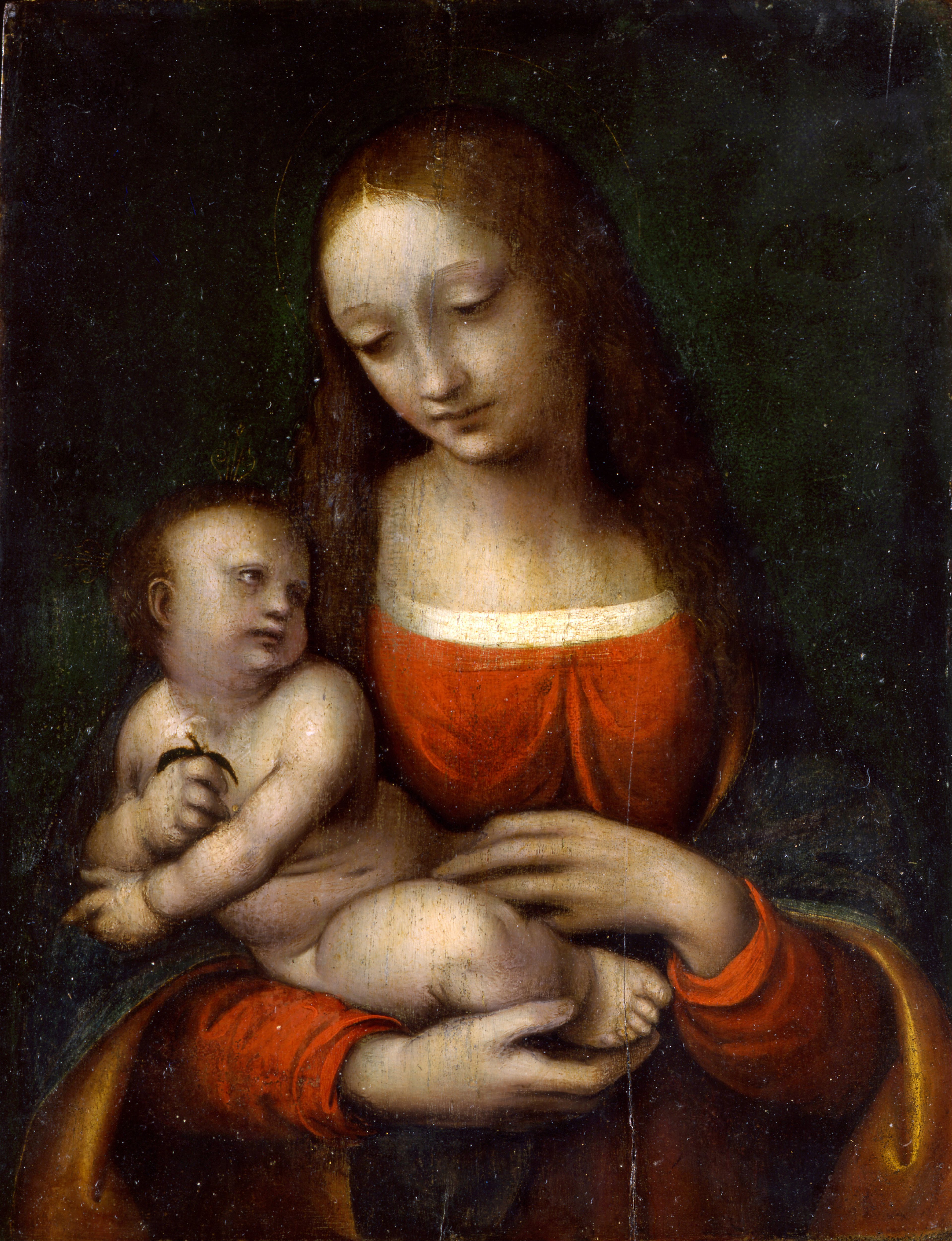
Джампетріно. «Мадонна з немовлям», Музей Польді-Пеццолі, Мілан
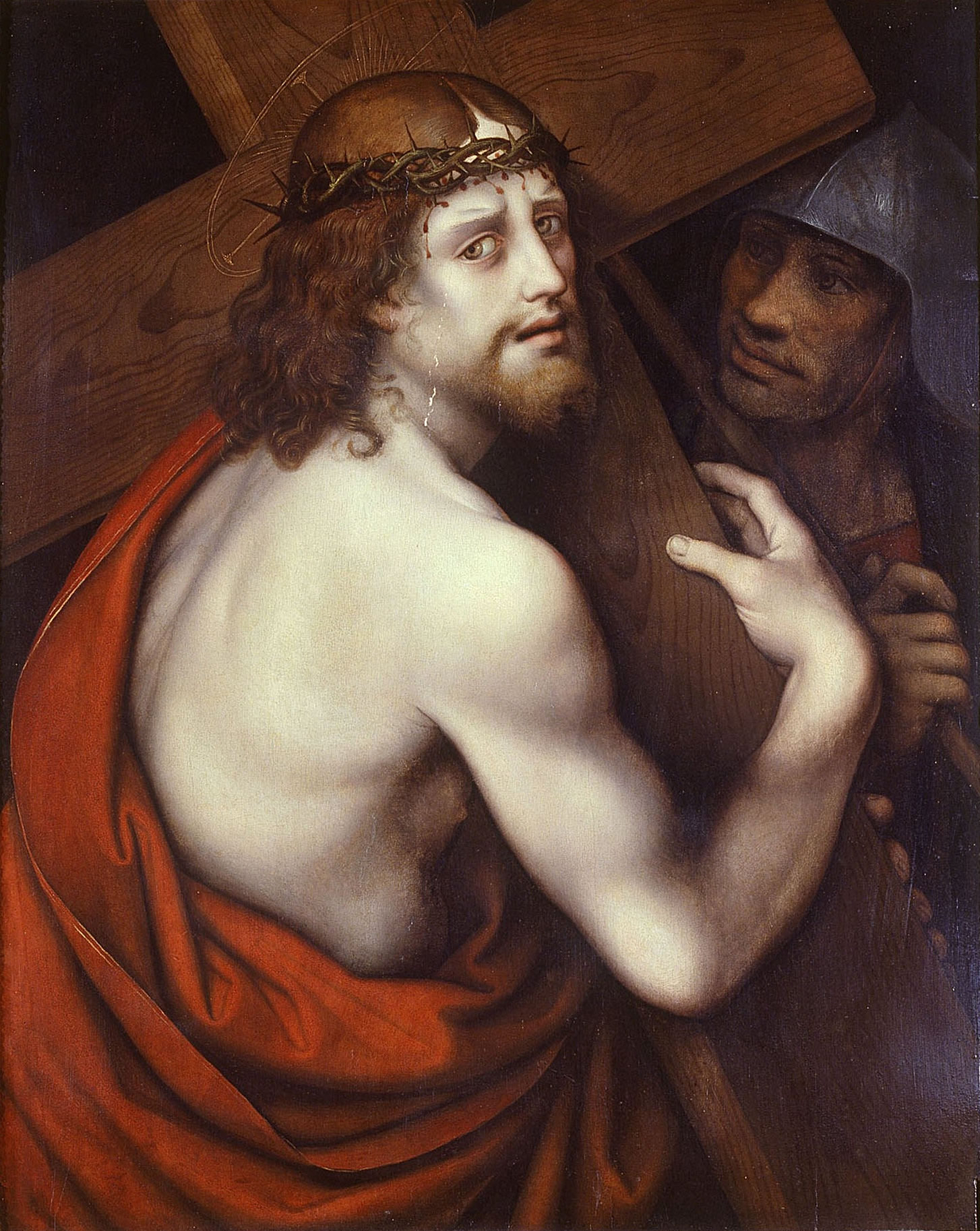
Джампетріно. «Шлях на Голгофу», Єпархіальний музей, Мілан